# Episodi di Ispettore Maggie (quarta stagione)
La quarta stagione della serie televisiva Ispettore Maggie è stata trasmessa in anteprima nel Regno Unito dalla ITV tra il 22 ottobre 1982 e il 28 gennaio 1983.
| nº | Titolo originale           | Titolo italiano | Prima TV Regno Unito | Prima TV Italia |
| -- | -------------------------- | --------------- | -------------------- | --------------- |
| 1  | Right of Entry             |                 | 22 ottobre 1982      |                 |
| 2  | Be Lucky Uncle             |                 | 29 ottobre 1982      |                 |
| 3  | Cause and Effect           |                 | 5 novembre 1982      |                 |
| 4  | Auctions                   |                 | 12 novembre 1982     |                 |
| 5  | Dany                       |                 | 19 novembre 1982     |                 |
| 6  | Victims                    |                 | 26 novembre 1982     |                 |
| 7  | The Meat Rack              |                 | 3 dicembre 1982      |                 |
| 8  | Joker                      |                 | 10 dicembre 1982     |                 |
| 9  | Tough, Mrs. Rudge          |                 | 17 dicembre 1982     |                 |
| 10 | Private Views              |                 | 7 gennaio 1983       |                 |
| 11 | Pressures                  |                 | 14 gennaio 1983      |                 |
| 12 | Weekend                    |                 | 21 gennaio 1983      |                 |
| 13 | Who's Afraid of Josie Tate |                 | 28 gennaio 1983      |                 |